# Anti-facteur de croissance nerveuse
Les anti-facteur de croissance nerveuse ou inhibiteurs du NGF, plus couramment appelés anti-NGF, sont une classe pharmacologique de médicaments qui inhibent l'action du facteur de croissance nerveuse (NGF), une neurotrophine, en ciblant cette molécule ou ses récepteurs.
Les anti-NGF sont étudiés pour leur potentiel thérapeutique dans le traitement de certains troubles douloureux chroniques, notamment l'arthrose et les lombalgies chroniques. En particulier, deux d'entre eux (le tanezumab et le fasinumab) font l'objet d'essais cliniques en tant que traitements potentiels dans l'espèce humaine. Deux autres (le bedinvetmab et le frunévetmab) ont fait leurs preuves et sont commercialisés pour soulager la douleur associée à l’arthrose chez le chien et le chat.

## Médecine humaine
Dans les essais cliniques, les anti-NGF ont démontré leur efficacité pour réduire la douleur et améliorer la fonction chez les personnes souffrant d'arthrose du genou ou de la hanche. Bien que ces anti-NGF injectables aient démontré une plus grande efficacité que les anti-inflammatoires non stéroïdiens (AINS) et les opioïdes dans le soulagement de la douleur, les personnes recevant ce traitement étaient aussi plus susceptibles de connaître une progression rapide de la maladie, nécessitant un traitement chirurgical (surtout si elles prenaient également des AINS en même temps).

## Médecine vétérinaire
Deux anti-NGF, le bedinvetmab et le frunévetmab, ont fait leurs preuves et sont commercialisés pour soulager la douleur associée à l’arthrose chez le chien et le chat.

## Mécanisme d'action
Le NGF est impliqué dans la signalisation de la douleur (nociception). Le rôle exact de la signalisation NGF dans la douleur chronique n’est pas entièrement compris et on pense que de multiples mécanismes sont impliqués. Le NGF est libéré par des cellules immunitaires en réponse à une lésion périphérique et on pense qu'il favorise la sensibilisation neuronale et la germination neuronale. Des taux élevés de NGF sont observés chez les personnes souffrant de douleurs chroniques (lors de cystite interstitielle, de prostatite, d'arthrite, de pancréatite, de maux de tête chroniques, de douleurs cancéreuses et de neuropathie diabétique). L'injection de NGF provoque une allodynie et hyperalgésie.
Les anti-NGF peuvent prendre la forme d'anticorps monoclonaux qui se lient au NGF ou de petites molécules qui inhibent les récepteurs du NGF. Ainsi, l'inhibition du NGF peut être obtenue en séquestrant des molécules de NGF libres, en bloquant leur liaison au récepteur ou en inhibant la fonction du récepteur. Les anticorps anti-NGF se sont révélés les plus prometteurs en tant que médicaments potentiels.